# Guillaume Regnault
Guillaume Regnault, né vers 1450, mort le 8 janvier 1532 à Tours, est un sculpteur français de l'école de Tours.

## Biographie
Il travaille sous la direction de Michel Colombe pendant environ 40 ans. Il se trouve dans l'atelier du château de Baugy, en 1465, et assiste Colombe dans la réalisation du tombeau de François II de Bretagne.

Son maître mort, il reprend l'atelier tourangeau en novembre 1515, dans le faubourg Saint-Étienne de Tours, rue des Filles-Dieu (aujourd'hui rue Bernard-Palissy), avec le titre de « tailleur d'images et valet de chambre de la feue reine Anne de Bretagne ». En cette qualité, il reçoit la commande, par l'archevêque de Sens, du tombeau de Louis Poncher et de sa femme Robine Legendre destiné à l'église Saint-Germain l'Auxerrois dans la chapelle Saint-Martin (aujourd'hui au musée du Louvre). En 1523, il s'associe à Guillaume Chaleveau pour la réalisation du tombeau.
Entre 1522 et 1527, le retable de la chapelle du Logis de Moullins à Saint-Rémy-du-Val est sculpté par l'atelier.
L'atelier tourangeau travailla en partenariat avec l'atelier des frères Juste, dont Antoine (1479-1519) et Jean (v.1485-1549), de leurs vrais noms Antonio et Giovanni di Giusto Betti, famille de sculpteurs d'origine florentine installés à Tours.

### Famille
Il épouse Louise, fille du peintre Jean Colombe (frère de Michel), dont il eut :
- Gatienne, mariée à René Moreau († 1533), ouvrier en drap de soie et d'or

Veuf, il se remarie (avant 1516) avec Marie de Pommiers, fille de Jeanne Colombe (sœur de Michel) et de Jean de Pommyers, huissier du roi, ils eurent 3 garçons et 4 filles, dont :
- Marie, mariée à Bastien François, maître maçon et sculpteur ornemaniste, formé à l'atelier tourangeau (bâtisseur avec Martin François, des clochers de Saint-Gatien, de la fontaine de Beaune-Semblançay, ainsi que du décor des cloîtres de Saint-Martin et de Saint-Gatien[5]), dont leur fils Gatien François (architecte du château de Madrid de 1531 à 1550[6]) lui succédera. Puis remariée à Mathurin Potin, maître chirurgien.

## Œuvres

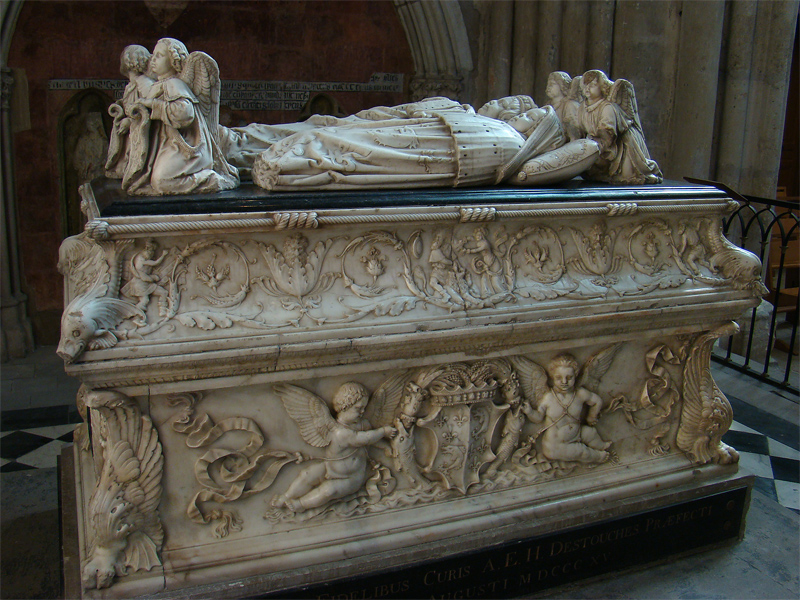
Angelots du tombeau des fils de Charles VIII et d'Anne de Bretagne

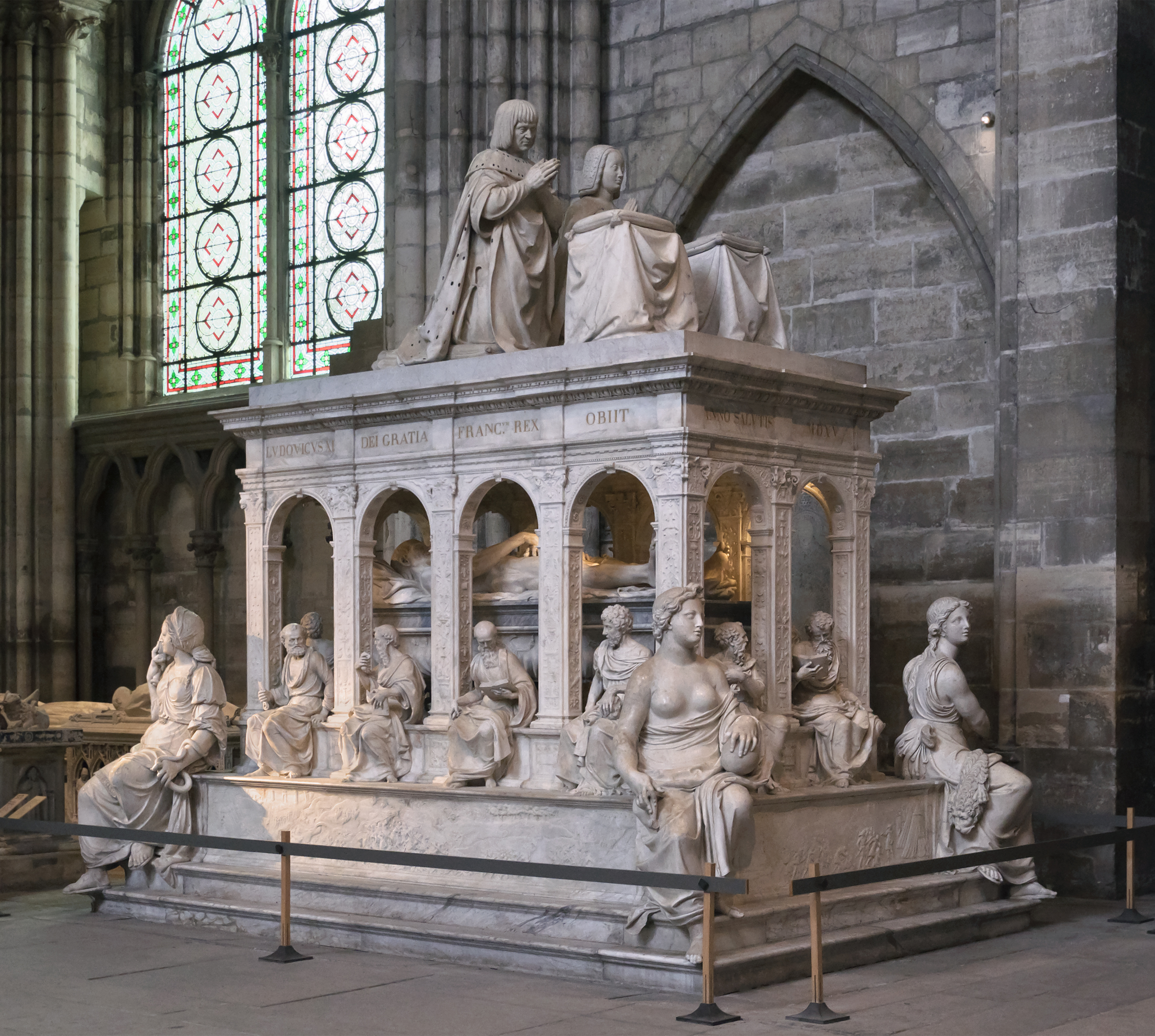
Gisants et priants du tombeau de Louis XII et d'Anne de Bretagne

- Tombeau de Louis Poncher et Robine Le Gendre : par Guillaume Regnault (dont les gisants) et Guillaume Chaleveau, H 0,60 m, L 1,76 m, Pr. 0,49 m, marbre et albâtre, 1523. Musée du Louvre[7].

### Œuvres attribuées
- La Vierge et l'Enfant dite Vierge d'Olivet (provenant de la chapelle du château de Couasnon), hauteur 1,80 m, albâtre, infimes traces de polychromie et dorure, entre 1510 et 1520. Musée du Louvre [8].
- La Vierge et l'Enfant, d'Écouen, hauteur 1,72 m, vers 1530. Musée du Louvre [9].
- Tombeau des enfants de Charles VIII et d'Anne de Bretagne dans la cathédrale Saint-Gatien de Tours : les angelots par Regnault, les gisants par Michel Colombe, et le socle par l'Italien Giròlamo Paciarotto da Fiesole dit Jérôme de Fiesole ou Jérôme Pacherot (1463-1540) [10].
- Tombeau de Louis XII et d'Anne de Bretagne dans la basilique de Saint-Denis, de 1515 à 1531 : exécution attribuée à Jean Juste et sa famille, les deux gisants et les deux priants pourraient avoir été réalisés par Regnault [2],[11].